# 新渡戸稲造
新渡戸 稲造（にとべ いなぞう、旧字体：新渡戶 稻造󠄁、文久2年8月3日〈1862年9月1日〉- 昭和8年〈1933年〉10月15日）は、日本の教育者・農学者、植民学者。札幌農学校在学中に出会ったキリスト教から多大な影響を受ける。
国際連盟事務次長も務め、著書『[[武士道 (新渡戸稲造)|武士道]、流麗な英文で書かれ、長年読まれている。1984年（昭和59年） から2007年（平成19年）まで発行された日本銀行券の五千円券の肖像としても知られる。東京女子大学初代学長。東京女子経済専門学校（後の東京文化短期大学、現在の新渡戸文化短期大学）初代校長。

## 生涯
陸奥国岩手郡盛岡城下（現在の岩手県盛岡市）に、藩主南部利剛の用人を務めた盛岡藩士新渡戸十次郎の三男として生まれた。幼名は稲之助。新渡戸家には西洋で作られたものが多くあり、この頃から稲之助は西洋への憧れを心に抱いたという。また、新渡戸家の掛かり付けの医者から英語を習う。祖父傳は江戸で豪商として材木業で成功し、再び盛岡藩に戻り、幕末に早世した次男十次郎に代わって新渡戸家の家計を大いに助けた。
稲之助は巡幸中に新渡戸家で休息していた明治天皇から「父祖伝来の生業を継ぎ農業に勤しむべし」という主旨の言葉をかけられたことから、農学を志すようになったという。

### 盛岡から上京
作人館を出て間もない頃、東京で洋服店を営んでいた叔父の太田時敏から「東京で勉強させてはどうか」という内容の手紙が届き、新しい学問を求めて東京へと旅立つ。この時、名を稲造と改めた。
上京後は叔父の養子となって太田稲造として英語学校で英語を学んだ。
翌年には元盛岡藩主である南部利恭が経営する「共慣義塾」に入学して寄宿舎に入るが、授業があまりにも退屈なために抜け出すことが多かったという。この日頃の不真面目さが原因で、叔父からは次第に信用されなくなっていった。そのため、自分の小遣いで手袋を買ったにもかかわらず「店の金を持ち出した」と疑われることもあったという。その一件があったのちは、信頼を回復しようと稲造は人が変わったように勉強に励むようになった。
明治6年、12歳の頃に東京外国語学校（現東京外国語大学）に入学し、その後東京英語学校（後の旧制第一高等学校、東京大学教養学部）に入学した。ここで稲造は同じ南部出身で後の北海道帝国大学初代総長となる佐藤昌介と親交を持つようになり、暇を見つけては互いのことを語るようになる。この頃から稲造は自分の将来について真剣に考えるようになり、その後、農学の道に進むことを決意した。

### 札幌農学校へ

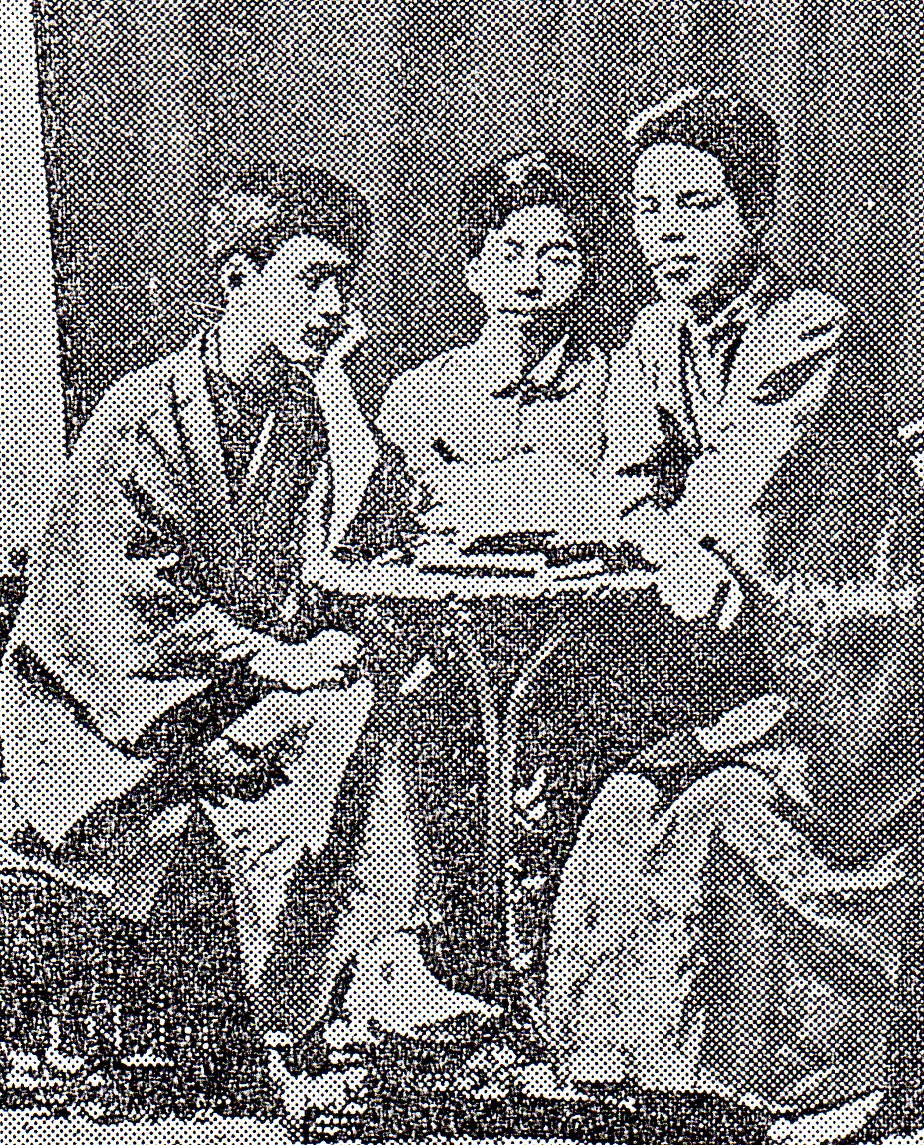
内村鑑三、宮部金吾と共に札幌農学校時代

15歳になった1877年9月になると、札幌農学校（現北海道大学）の二期生として入学した。農学校創立時に副校長（事実上の校長）として一年契約で赴任した「少年よ大志を抱け」の名言で有名なウィリアム・クラーク博士は既に米国へ帰国しており、新渡戸たちの二期生とは入れ違いであった。英文学教師ジェイムス・サマーズの授業を受講した。1878年、札幌で熊害事件が発生し、加害獣である巨羆の解剖をした。稲造は祖父達同様、かなり熱い硬骨漢であった。ある日の事、学校の食堂に張り紙が貼られ「右の者、学費滞納に付き可及速やかに学費を払うべし」として、稲造の名前があった。その時稲造は「俺の生き方をこんな紙切れで決められてたまるか」と叫び、衆目の前にもかかわらず、その紙を破り捨ててしまい、退学の一歩手前まで追い詰められるが、友人達の必死の嘆願により何とか退学は免れる。他にも、教授と論争になれば熱くなって殴り合いになることもあり「アクチーブ」（活動家）というあだ名を付けられた。
クラークは一期生に対して「倫理学」の授業として聖書を講じ、その影響で一期生ほぼ全員がキリスト教に入信していた。二期生も、入学早々一期生たちの「伝道」総攻撃にあい続々と入信し始め、一人一人クラークが残していった「イエスを信ずるものの誓約」に署名していった。農学校入学前からキリスト教に興味を持ち、自分の英語版聖書まで持ち込んでいた稲造は早速署名した。後日、同期の内村鑑三（宗教家）、宮部金吾（植物学者）、廣井勇（土木技術者）らとともに、函館に駐在していたメソジスト系の宣教師メリマン・ハリスから洗礼を受けた。クリスチャン・ネームは「パウロ」であった。この時にキリスト教に深い感銘を受け、のめり込んで行く。学校で喧嘩が発生した際「キリストは争ってはならないと言った」と仲裁に入ったり、友人たちから議論の参加を呼びかけられても「そんな事より聖書を読みたまえ。聖書には真理が書かれている」と一人聖書を読み耽ったりするなど、入学当初とは似ても似つかない姿に変貌していった。その頃のあだ名は「モンク（修道士）」で、友人の内村鑑三等が「これでは奴の事をアクチーブと言えないな」と色々と考えた末に決めたあだ名である。
この頃から稲造は視力が悪化し、眼鏡をかけるようになったが、やがて眼病を患い、それが悪化して勉強への焦りから鬱病までも患ってしまう。数日後、病気を知った母から手紙が送られてきて、1880年7月に盛岡へと帰るが、母は三日前に息を引き取っていた。それは稲造にとってあまりにも大きすぎる悲しみであったため、鬱病がさらに悪化してしまった。その後、母の死を知った内村鑑三からの激励の手紙によって立ち直り、病気の治療のために東京へ出る。その後、洗礼を授けたハリスと横浜にて再会し、トーマス・カーライルの『衣服哲学』（『サーター・リサータス』、Sartor Resartus）という一冊の本を譲り受ける。この本は稲造の鬱病を完全に克服し、やがては稲造の愛読書となり、生涯に幾度となく読み返した。

### 学の道へ

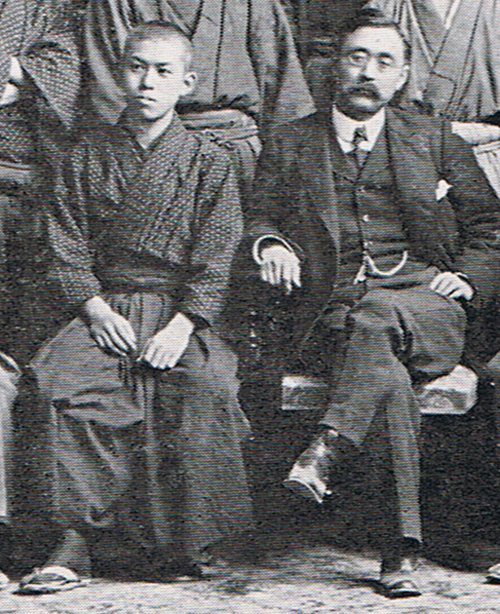
谷崎潤一郎(左)と新渡戸稲造

農学校卒業後は、国策により級友達とともに上級官吏として北海道庁に採用され、畑の作物を食い散らすイナゴの異常発生の対策の研究等をしていた。
その後、創立後間もない帝国大学（後の東京帝国大学、東京大学）に進学。しかし当時の農学校に比べ、帝国大学の研究レベルの低さに失望したため退学した。1884年（明治17年）、「太平洋の架け橋になりたい」と米国に私費留学し、ジョンズ・ホプキンス大学に入学した。この頃までに稲造は伝統的なキリスト教信仰に懐疑的になっており、クエーカー派の集会に通い始め、正式に会員となった。クェーカーたちとの親交を通して後に妻となるメアリー・エルキントン（日本名・新渡戸万里子）と出会う。米国の某地で日本についての講演をした際に、聴衆の一人であったメアリー・エルキントンが稲造を見初めて告白をしたという。
その後札幌農学校助教授に任命され、ジョンズ・ホプキンス大学を中途退学して、官費でドイツへ留学。ボン大学などで聴講した後、ハレ大学（現マルティン・ルター大学ハレ・ヴィッテンベルク）にて農業経済学の博士号を得る。そのいきさつとして、米国留学にて農業を経済学と結び付けて考える必要を感じた稲造は、独学で社会科学を学び新たな学問を創設しようと試みたのであるが、ドイツ留学にて農政学が既にゴルツやブッヘンベルガーにより創始されていたことを知った。この間『女学雑誌』に、ドイツから女性の摂取すべき栄養や家政学についての寄稿を行っている（巌本善治は文中で新渡戸を「社友」と評している他、帰国後に新渡戸は巌本が主催する明治女学校で講演を行っており、その内容も『女学雑誌』に収められている）。帰途、アメリカでメアリーと結婚して、1891年（明治24年）に帰国し、教授として札幌農学校に赴任する。この間、新渡戸の最初の著作『日米通交史』がジョンズ・ホプキンス大学から出版され、同校より名誉学士号を得る。だが、札幌時代に夫婦とも体調を崩し、農学校を休職して米国西海岸のカリフォルニア州で転地療養した。
この間に名著『武士道』を英文で書きあげた。日清戦争の勝利などで日本及び日本人に対する関心が高まっていた時期であり、1900年（明治33年）に『武士道』の初版が刊行されると、やがてドイツ語、フランス語など各国語に訳されベストセラーとなり、セオドア・ルーズベルト大統領らに大きな感銘を与えた。日本語訳の出版は日露戦争後の1908年のことであった。新渡戸の『武士道』は読み継がれ、21世紀に入っても解題書が出版され続けている。
台湾総督府の民政長官となった同郷の後藤新平より1899年（明治32年）から2年越しの招聘を受け、1901年（明治34年）に農学校を辞職して、台湾総督府の技師に任命された。赴任を請われた時、1日1時間の昼寝を赴任条件とした。民政局殖産課長、さらに殖産局長心得、臨時台湾糖務局長となり、児玉源太郎総督に『糖業改良意見書』を提出し、台湾における糖業発展の基礎を築くことに貢献した。台湾糖業博物館（高雄市）には「台湾砂糖之父」として新渡戸の胸像が置かれている。
その後、1903年（明治36年）には京都帝国大学法科大学教授を兼ね、台湾での実績をもとに植民政策を講じた。1906年（明治39年）、京都帝国大学より植民政策の論文で法学博士の学位も受けた。同年、牧野伸顕文相の意向で日露戦争後の日本のリーダー育成にふさわしい人物として、新渡戸は東京帝国大学法科大学教授との兼任で、第一高等学校校長となった（1906-1913年）。それまでの東洋的文化色が強かった同校に、西洋色を取り入れようと努めた。愛読書でもあるトーマス・カーライルの『衣服哲学』の読書を学生に薦めるなどした。その新たな学風づくりの試みは、河合栄治郎などに影響を与えた。1911-1912年、日米交換教授の制度創設により、アメリカで日本理解の講義を行うため、渡米。帰国後、健康を害したこともあって、1913年に一高校長を辞職。東京植民貿易語学校校長、拓殖大学学監、東京女子大学学長などを歴任。その他、津田梅子の津田塾に対しても顧問を務めており、津田亡き後の学園の方針を決定する集会は新渡戸宅で開かれた。

### 学びの支援
札幌農学校に教授として勤めるかたわら、妻メアリーと共に遠友夜学校を1894年に設立し、恵まれない境遇の子供たちに無償で授業を行った。この学校は、宮部金吾、有島武郎、半沢洵といった札幌農学校（のちに北海道帝国大学）の教員や学生が運営や教師を務め、半世紀にわたり続いた。新渡戸は初代校長を務めた。
アメリカから来日した宣教師サラ・クララ・スミスが女子教育を志して札幌に女学校を設立すると（1887年）、新渡戸は札幌農学校の同窓生でキリスト教徒としても知られる佐藤昌介や大島正健、宮部金吾らと共にこれに協力した。新渡戸は教師として英文学を教えた。当初スミス女学校と呼ばれた学校に新渡戸は北星女学校の名を提案して採用され（1894年）、現在の北星学園へとつながっている。北海道庁から貸与されていた校舎の期限切れに際し、校舎購入に新渡戸が尽力したとされる。

### 「郷土会」の発足
1909年（明治42年）、新渡戸の提唱で「郷土会」が発足した。自主的な制約のない立場から各地の郷土の制度、慣習、民間伝承などの事象を研究し調査することを主眼とした。メンバーとして柳田國男、草野俊介（理学博士）、尾佐竹猛（法学博士）、小野武夫（農学博士）、石黒忠篤、牧口常三郎、中山太郎（民俗学者）、前田多門らが加入していた。

### 国際連盟事務次長
1920年（大正9年）の国際連盟設立に際して、教育者で『武士道』の著者として国際的に高名な新渡戸が事務次長の一人に選ばれた。新渡戸は当時、東京帝国大学経済学部で植民政策を担当していたが辞職し、後任に矢内原忠雄が選ばれる。新渡戸らは国際連盟の規約に人種的差別撤廃提案をして過半数の支持を集めるも、議長を務めたアメリカのウィルソン大統領の意向により否決されている。
エスペランティストとしても知られ、1921年（大正10年）には国際連盟の総会でエスペラントを作業語にする決議案に賛同した。しかしフランスの反対に遭って実現しなかった。同年、バルト海のオーランド諸島帰属問題の解決に尽力した。1926年（大正15年）、7年間務めた事務次長を退任した。

### 晩年
1928年（昭和3年）、札幌農学校の愛弟子であった森本厚吉が創立した東京女子経済専門学校（現新渡戸文化短期大学）の初代校長に就任。1929年（昭和4年）、学監を務めた拓殖大学から名誉教授号を受ける。

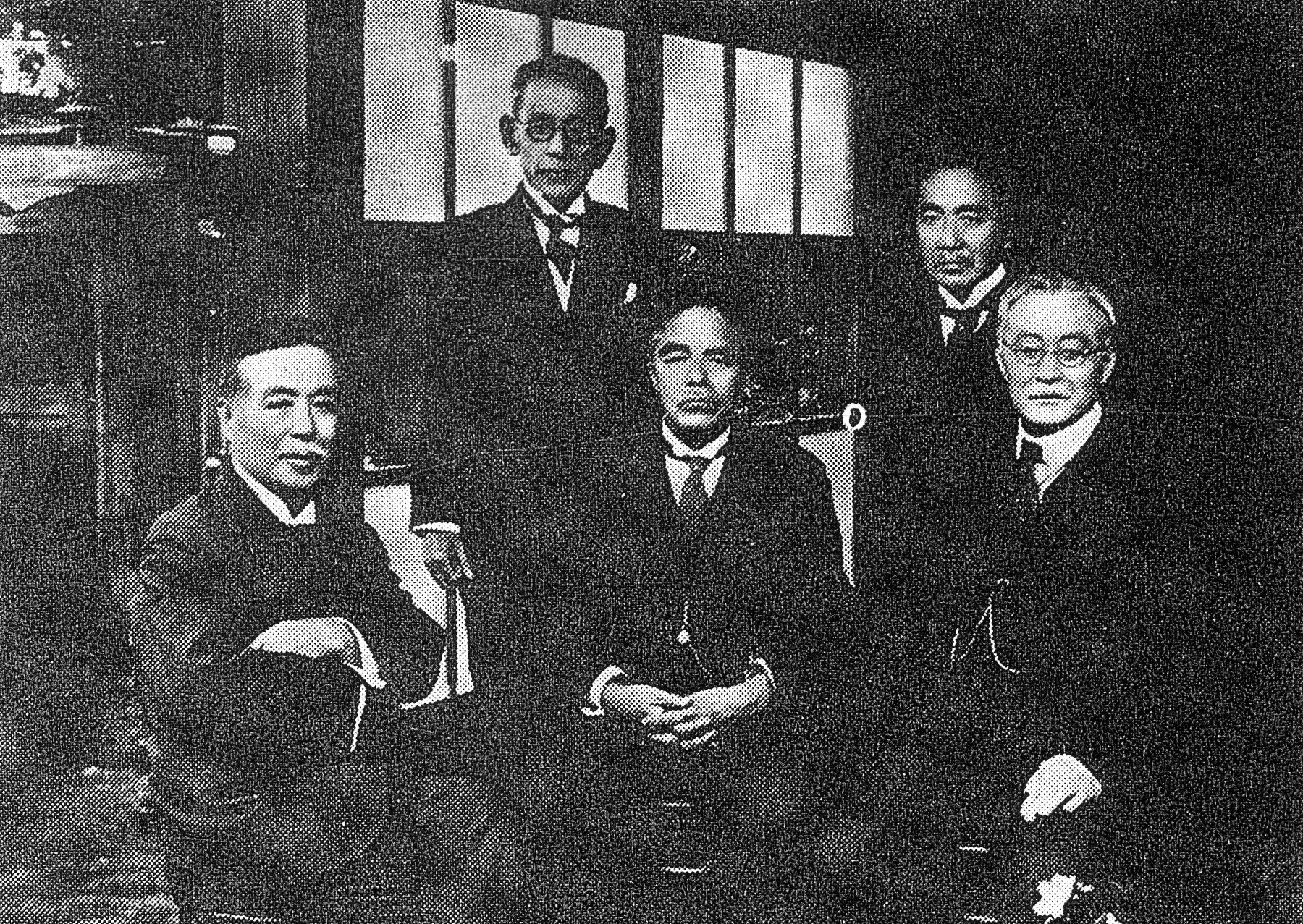
札幌農学校時代の仲間と共にメリマン・ハリスの参り。1928年

1932年（昭和7年）、第一次上海事変勃発直後の2月4日に、講演のため訪れた愛媛県松山市で地元新聞記者を前にオフレコで語った

「近頃、毎朝起きて新聞をみると、思わず暗い気持ちになってしまう。わが国を滅ぼすものは共産党か軍閥である。そのどちらが恐いかと問われたら、今では軍閥と答えねばなるまい。軍閥が極度に軍国主義を発揮すると、それにつれて共産党はその反動でますます勢いを増すだろう。共産主義思想はこのままでは漸次ひろがるであろう」

「国際連盟が認識不足だというのか？　だが、いったい誰が国際連盟を認識不足にしたのか？　国際連盟の認識不足ということは、連盟本部が遠く離れているのだから、それはあるだろう。しかし、日本としては当然、国際連盟に充分認識せしめる手段を講ずべきではなかったか？　上海事件に関する当局の声明はすべて三百代言的というほかはない。私は、満州事変については、われらの態度は当然のことと思う。しかし、上海事件に対しては正当防衛とは申しかねる。支那がまず発砲したというのか？　だから、三百代言としか思えぬというのだ」

との発言が新聞紙上に取り上げられた。当時、日本の海軍省によって日本側からの先制攻撃ではなかったとの発表がなされていたこともあり、軍部や在郷軍人会や新聞等マスメディアから激しい非難を買い、多くの友人や弟子たちも去る。同年、反日感情を緩和するためアメリカに渡り、日本の立場を訴えるが、満洲国建国と時期が重なったこともあって「新渡戸は軍部の代弁に来たのか」とアメリカの友人から反発を受け、失意の日々を送った。
翌1933年（昭和8年）、日本が国際連盟脱退を表明。その年の秋、カナダのバンフで開かれた太平洋問題調査会会議に、日本代表団団長として出席するため渡加した。会議終了後、当時国際港のあった西岸ビクトリアで倒れ、入院。病名は出血性膵臓炎であった。10月15日に開腹手術が行われるが容態が急変し、午後8時30分にそのまま帰らぬ人となった。享年72（満71歳没）。墓所は多磨霊園。

## 右翼や皇室研究者からの批判
- 前項にある「この国を滅ぼすのは軍部の人たちだ」「上海事件は正当防衛ではない」という発言を、右翼思想家から攻撃され「非国民」とまで呼ばれている（松山事件）[8]。
- 『武士道』（Bushido: The Soul of Japan）は、明治天皇へのキリスト教徒の不敬を弾劾した井上哲次郎や[9]『君が代』と『古事記』を英訳したバジル・ホール・チェンバレンなどから内容を激しく批判された[10]。同著の日本版が刊行された直後にも「古（いにしえ）からの史実を全く無視した、キリスト教徒の考えた自分勝手な思想である」「新渡戸の『武士道』が誤った日本像を海外に広め、あるべき概念を混乱させている」との指摘が、「天皇制を立憲君主制に発展させるべき」を持論とした津田左右吉らによってなされている[11]。

## 人物

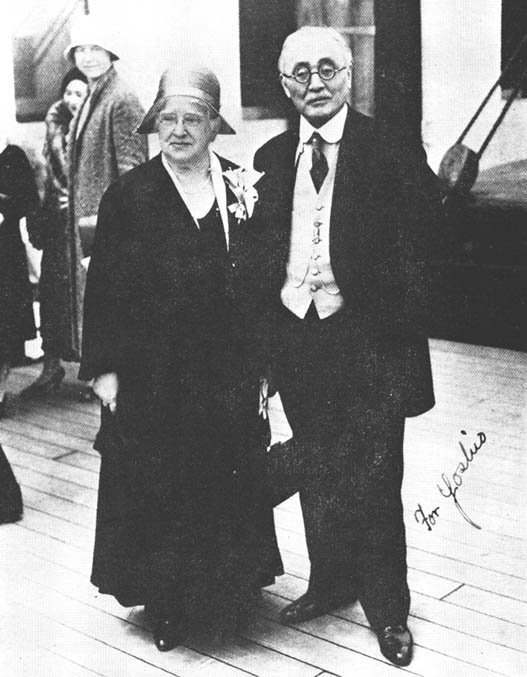
新渡戸稲造と妻メアリー

キリスト教徒（クエーカー）として知られ、一高の教職にある時、自分の学生達に札幌農学校の同期生内村鑑三の聖書研究会を紹介したエピソードもある。その時のメンバーから矢内原忠雄、高木八尺、南原繁、宇佐美毅、前田多門、藤井武、塚本虎二、河井道などの著名な教育者、政治家、聖書学者らを輩出した。
非常に交流の幅が広い人物で、著作の一つ『偉人群像』には、伊藤博文や桂太郎、乃木希典らなどとのエピソードも書かれている。
エリザ・シドモアら、日本研究で訪日した外国人とも深い交流がある。

## 家族

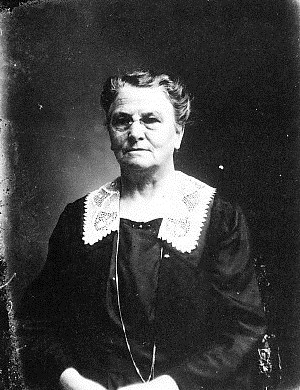
妻メアリー・エルキントン

1891年（明治24年）にアメリカ人女性メアリー・エルキントン（日本名:万里子）とフィラデルフィアで結婚している。二人の間には遠益（とおます）という長男が生まれたが生後8日で夭折している。養子に孝夫（よしお）がいる。メアリーは、夫の死から5年後の1938年9月23日、心臓病のため、療養していた軽井沢の別荘で82歳（満81歳没）で死去した。
祖父の新渡戸傳は、幕末期に荒れ地だった盛岡藩領の北部・三本木原（青森県十和田市付近）で灌漑用水路・稲生川の掘削事業を成功させ、稲造の父・十次郎はそれを補佐し産業開発も行った。傳は江戸で材木業を営み成功するといった才能もあった。この三本木原の総合開発事業は新渡戸家三代（稲造の祖父・傳、父・十次郎、長兄・七郎）に亘って行われ、十和田市発展の礎となっている。顕彰のため第二次世界大戦後、十和田市立新渡戸記念館が開設された（記念館は2024年3月に民間譲渡され新渡戸記念館となっている）。
このように新渡戸家は稲造だけでなく傳を始めとした英才を輩出していたが、必ずしも恵まれた境遇ではなかった。稲造の曽祖父で兵法学者だった新渡戸維民（これたみ）は藩の方針に反対して僻地へ流され、祖父・傳も藩の重役への諌言癖から昇進が遅く、御用人にまでのぼり詰めた父・十次郎もまた藩の財政立て直しに奔走したことが裏目に出て蟄居閉門となり、その失意のあまり病没している。
また、従弟に昆虫学者の新渡戸稲雄がいるが、31歳で早世している。

## 後世

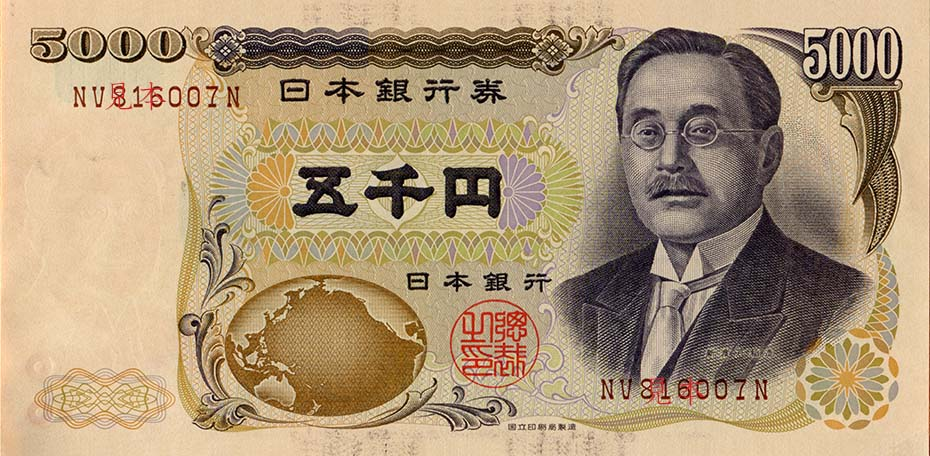
D五千円券

生誕の地である盛岡市と、客死したビクトリア市は、新渡戸が縁となって現在姉妹都市となっている。
1984年（昭和59年）11月1日に発行された五千円紙幣D号券の肖像に採用された。

## 年譜

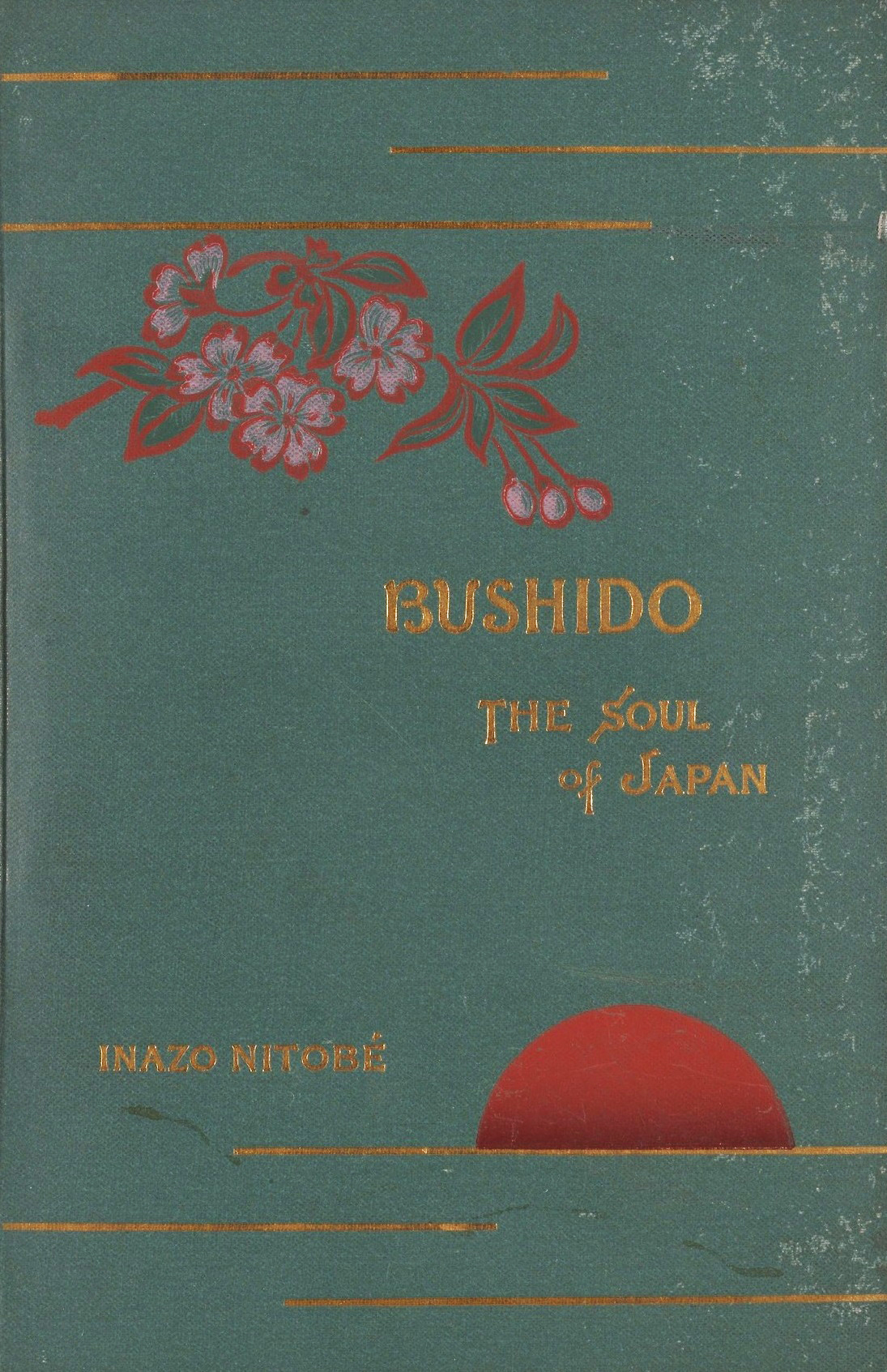
Bushido: The Soul of Japan (1900)

- 1862年（文久2年） 盛岡藩で当時、奥御勘定奉行であった新渡戸十次郎の三男として生まれる。幼名稲之助。
- 1871年（明治4年） 兄の道郎とともに上京。叔父の太田時敏の養子となる。
- 1873年（明治6年） 東京外国語学校英語科（のちの東京英語学校、大学予備門）に入学。
- 1877年（明治10年） 札幌農学校に第二期生として入学。卒業後、東京大学選科入学。同時に成立学舎にも通う。
- 1882年（明治15年） 農商務省御用掛となる。11月、札幌農学校予科教授。
- 1884年（明治17年） 渡米して米ジョンズ・ホプキンス大学に入学。
- 1886年（明治19年） クェーカー派、モリス茶会でメリーと出逢う。
- 1887年（明治20年） 独ボン大学で農政、農業経済学を研究。
- 1889年（明治22年） ジョンズ・ホプキンス大学より名誉文学士号授与。長兄七郎没、新渡戸姓に復帰。
- 1891年（明治24年） 米国人メリー・エルキントン（1857-1938、日本名：萬里）と結婚。帰国し、札幌農学校教授となる。
- 1894年（明治27年） 札幌に遠友夜学校を設立。
- 1897年（明治30年） 札幌農学校を退官し、群馬県で静養中『農業本論』を出版。
- 1899年（明治32年） 日本初の農学博士を佐藤昌介ら7名と共に授与される[16]。
- 1900年（明治33年） 英文『武士道』（BUSHIDO: The Soul of Japan）初版出版。ヨーロッパ視察。パリ万国博覧会の審査員を務める。
- 1901年（明治34年） 台湾総督府民政部殖産局長心得就任。糖業改良意見書を提出。
- 1903年（明治36年） 京都帝国大学法科大学教授を兼ねる。
- 1906年（明治39年） 第一高等学校長に就任。東京帝国大学農科大学教授兼任。
- 1909年（明治42年） 実業之日本編集顧問となる。
- 1916年（大正5年） 東京植民貿易語学校校長に就任。
- 1917年（大正6年） 拓殖大学学監に就任
- 1918年（大正7年） 東京女子大学初代学長に就任。
- 1920年（大正9年） 国際連盟事務次長に就任。
- 1921年（大正10年） チェコのプラハで開催された世界エスペラント大会に参加。
- 1925年（大正14年） 帝国学士院会員に任命される。
- 1926年（大正15年） 国際連盟事務次長を退任。12月7日、貴族院勅選議員に任命[17]（-1933年10月16日[18]）。
- 1928年（昭和3年） 東京女子経済専門学校（のち新渡戸文化短期大学）の初代校長に就任。
- 1928年（昭和3年） 早稲田大学で連続講演を行う（「内観外望」（1933年）、「西洋の事情と思想」（1934年）に講演内容収録）。
- 1929年（昭和4年） 太平洋調査会理事長に就任。拓殖大学名誉教授に就任。
- 1931年（昭和6年） 第4回太平洋会議に出席（上海）。
- 1932年（昭和7年） 松山事件。
- 1933年（昭和8年） カナダ・バンフにて開催の 第5回太平洋会議に出席。ビクトリア市にて客死。

## 栄典
位階
- 1891年（明治24年）12月21日 - 従七位[19]
- 1896年（明治29年）9月10日 - 従六位[20]
- 1898年（明治31年）9月30日 - 正六位[21]
- 1904年（明治37年）5月30日 - 従五位[22]
- 1906年（明治39年）11月20日 - 正五位[23]
- 1911年（明治44年）12月20日 - 従四位[24]
- 1927年（昭和2年）2月5日 - 正三位[25]

勲章等
- 1903年（明治36年）12月26日 - 勲六等瑞宝章[26]
- 1908年（明治41年）12月25日 - 勲四等瑞宝章[27]
- 1915年（大正4年）11月10日 - 大礼記念章[28]
- 1920年（大正9年）6月25日 - 勲二等瑞宝章[29]
- 1933年（昭和8年）10月16日 - 勲一等瑞宝章[30]

## ゆかりの地
- 青森県十和田市には「新渡戸記念館」（かつては市営）[31]が、岩手県花巻市には「花巻新渡戸記念館」[32]がある。
- 新渡戸稲造没後50年を記念して、盛岡市下ノ橋町の生誕の地に、「新渡戸稲造生誕の地」の銅像が建立された。作者は朝倉文夫。
- 岩手県盛岡市与の字橋（盛岡市役所裏）に、「新渡戸稲造胸像」が建立されている[33]。1976年、当時の千田正岩手県知事、工藤巌盛岡市長らが発起人となった募金活動により設置された[34]。作者は、「アリスの家」のある鎌倉市稲村ガ崎にアトリエを構えていた高田博厚。
- 長野県軽井沢にあった洋館別荘跡地の面する通りは「新渡戸通り」と呼ばれている。駐日米国大使のエドガー・バンクロフトは、静養先であったこの別荘で1925年に死去した[35]。またこの別荘にはチャールズ・リンドバーグも訪れており、その折に偶然同じく来日して軽井沢に滞在していたイサム・ノグチと別荘の庭で言葉を交わしている[36][37]。なおメアリー夫人は新渡戸の死去後この別荘で死去している[12]。
- 鎌倉稲村ケ崎にあった別荘跡地は、聖路加看護大学鎌倉セミナーハウス「アリスの家」になっている[38]。
- 新渡戸稲造を縁に盛岡市とビクトリア市は姉妹都市を結ぶ、1995年に姉妹都市提携10周年を記念して、「新渡戸稲造生誕の地」の銅像（朝倉文夫作）から与の字橋の「新渡戸稲造胸像」（高田博厚作）までの中津川右岸沿いの道路が、ビクトリアロードと名付けられた[39]。
- カナダ・バンクーバーの名門ブリティッシュコロンビア大学(UBC)構内に「新渡戸稲造紀念日本庭園」がある。
- カナダ・ビクトリア市（ブリティッシュコロンビア州・州都）のロイヤル・ジュビリー病院の旧ロータリーに「新渡戸稲造終焉の地」を記念した石碑があり、新病棟中庭が「新渡戸ガーデン」と命名されている。また、同市のカナダ横断ハイウェイ出発点（マイル・ゼロ）の東方約100メートル付近、フアンデフーカ海峡を挟んで対岸の米国オリンピック山脈（ワシントン州）を見渡す絶景地に新渡戸の名言「われ太平洋の橋とならん」を刻んだ記念碑がある。

## 代表的な著書
- 『ウィリアム・ペン傳（上・下）』北海道、1894年。
- 『農業本論』裳華房、1898年（明治31年）9月 エラー: 日付が正しく記入されていません。。
- Inazo Nitobe (1900). Bushido: the soul of Japan, an exposition of Japanese thought. Philadelphia: The Leeds and Biddle Company
- Bushido: the soul of Japan (Revised and enlarged 13th Eiton, 1908) - プロジェクト・グーテンベルク
- Bushido: The Soul of Japan. Inazo Nitobe. Kodansha International. (2002). ISBN 978-4-7700-2731-3
  - 『武士道』櫻井鴎村訳、丁未出版社、1908年（明治41年）3月 エラー: 日付が正しく記入されていません。。
  - 『武士道』矢内原忠雄訳（第91刷改版）、岩波書店〈岩波文庫 青118-1〉、2007年（平成19年）4月 エラー: 日付が正しく記入されていません。（原著1938年（昭和13年）10月）。ISBN 4-00-331181-7。ハルキ文庫、2014年10月
  - 『武士道』矢内原忠雄訳、岩波書店〈ワイド版岩波文庫 35〉、1991年（平成3年）6月 エラー: 日付が正しく記入されていません。。ISBN 4-00-007035-5。
  - 『武士道　現代語で読む最高の名著』奈良本辰也訳・解説、三笠書房〈知的生きかた文庫〉、1993年（平成5年）2月 エラー: 日付が正しく記入されていません。。ISBN 4-8379-0563-3。新装単行判、2013年9月
  - 『いま、拠って立つべき日本の精神 武士道』岬龍一郎訳、PHP文庫、2005年8月（原著2003年9月）。ISBN 4-569-66427-X。
  - 『武士道　現代語訳』、山本博文訳・解説、筑摩書房〈ちくま新書〉、2010年（平成22年）8月
  - 『新訳武士道　ビギナーズ日本の思想』、大久保喬樹訳、角川ソフィア文庫、2015年（平成27年）5月

- 『随想録』丁未出版社、1907年（明治40年）8月 エラー: 日付が正しく記入されていません。。
  - 『随想録』たちばな出版〈タチバナ教養文庫〉、2002年（平成14年）11月 エラー: 日付が正しく記入されていません。。ISBN 4-8133-1443-0。
- 『修養』実業之日本社、1911年（明治44年）9月 エラー: 日付が正しく記入されていません。。
  - 『修養』たちばな出版〈タチバナ教養文庫〉、2002年（平成14年）7月 エラー: 日付が正しく記入されていません。。ISBN 4-8133-1444-9。
  - 『修養』角川ソフィア文庫、2017年（平成29年）6月
- 『人生雑感』國井通太郎 編、警醒社書店、1915年（大正4年）2月 エラー: 日付が正しく記入されていません。。
  - 『人生雑感』国井通太郎 編、講談社〈講談社学術文庫 611〉、1983年（昭和58年）8月 エラー: 日付が正しく記入されていません。。ISBN 4-06-158611-4。
- 『自警』実業之日本社、1916年（大正5年）10月
  - 『自警録　心のもちかた』講談社学術文庫、1982年（昭和57年）
- 『東西相触れて』実業之日本社、1928年（昭和3年）10月 エラー: 日付が正しく記入されていません。。
  - 『東西相触れて』たちばな出版〈タチバナ教養文庫〉、2002年（平成14年）4月 エラー: 日付が正しく記入されていません。。ISBN 4-8133-1442-2。

※以下の他にも、様々な出版社で新編再刊されている。
- 『西洋の事情と思想』講談社学術文庫、1984年（昭和59年）
- 『新渡戸稲造論集』鈴木範久編、岩波文庫、2007年（平成19年）
- 『世渡りの道』文藝春秋〈文春学藝ライブラリー〉、2015年（平成27年）
- 『武士道的一日一言』山本史郎解釈、朝日文庫、2021年（令和3年）

### 全集・選集ほか
- 『新渡戸稲造全集』（全23巻・別巻2）、教文館、1987年完結
- 『明治大正農政経済名著集7　新渡戸稲造 農業本論』近藤康男編、農山漁村文化協会、1982年
- 『明治文学全集 88 明治宗教文学集（二）』武田清子編、筑摩書房、1975年 - 新渡戸稲造篇に、櫻井鴎村訳『武士道』、『教育の目的』、『青年修養法より』を収録。
- 『ABCびき日本辞典』井上哲次郎、服部宇之吉などとの共編、三省堂、1917年（大正6年） エラー: 日付が正しく記入されていません。。